# Számítástechnikai és Automatizálási Kutatóintézet
A HUN-REN Számítástechnikai és Automatizálási Kutatóintézet (rövidítve: HUN-REN SZTAKI, 2019-ig: MTA Számítástechnikai és Automatizálási Kutatóintézet, rövidítve: MTA SZTAKI, 2019–2024 között: Számítástechnikai és Automatizálási Kutatóintézet, rövidítve: SZTAKI) 2019-ig a Magyar Tudományos Akadémia, majd, azt követően az Eötvös Loránd Kutatási Hálózat – mai nevén: Magyar Kutatási Hálózat – intézethálózatának tagja, az ország legnagyobb múltú és legjelentősebb informatikai kutatóintézete. A térség egyetlen intézménye a maga különlegesen fontos szakterületén, a számítástechnika és az automatizálás kapcsolódásaiban. Kiemelkedő kapcsolata van a hazai posztgraduális oktatással, jelentős szerepe az európai kutatási együttműködésben, s a magyar műszaki fejlesztés jövő útjainak előkészítésében. A SZTAKI tizenegy részlege az elmúlt években felismerte: nem elég kiemelkedő kutatási, fejlesztési és innovációs tevékenységet folytatni, de közhasznú szolgáltatásaival nagy hangsúlyt fektet a társadalmi felelősségvállalásra és a humán értékek gondozására is. Alaptevékenysége jelentősen hozzájárul a megújuló energiagazdálkodás, az orvostudomány, a három- és négydimenziós IT-technológiák, a környezetvédelem, s a telekommunikáció globális méretű problémáinak megoldásához. Az Intézet jelentős és dinamikusan fejlődő ipari partnerhálózata számszerűsíthető módon hoznak komoly környezeti és anyagi megtakarítást a magyar állampolgárok számára.

## Az Intézetről
A SZTAKI küldetésnyilatkozatában tágan értelmezi az informatika interdiszciplináris tudományát: az információtechnológia, számítástudomány és rokonterületeinek legkorszerűbb nemzeti kutatóbázisa. Elsősorban az informatika műszaki-tudományos és matematikai alap- és alkalmazott kutatásaival foglalkozik, de nagy hangsúlyt fektet a megszerzett szakmai ismeretek hasznosítására is a kutatás-fejlesztés, rendszertervezés és rendszerintegrálás, tanácsadás, szoftverfejlesztés területén.
Az intézet fő tevékenysége a nemzetközi szintű alapkutatás, az eredményeket a globális mértékű problémákban optimálisan hasznosítható informatikai fejlesztések és magas szintű tanácsadási tevékenység egymásra építése, valamint az oktatás és tudástranszfer biztosítása. Fő célja a mérnöki, matematikai és számítástudományi területen elért eredmények integrálása problémamegoldásokban és rendszerfejlesztésekben. Az intézet hagyományosan nyílt szellemi közege képes fenntartani azt a belső hidat, amely az elméleti alapkutatástól a prototípus-fejlesztésekig, alkalmazásokig, illetve rendszer-integrálásokig létrejött.
A SZTAKI a tágabb tématerületeken nemcsak kiválósági központot és problémamegoldó környezetet jelent, de vonzó témákat és körülményeket is biztosít tehetséges fiatalok Ph.D. tanulmányához, alkotó tevékenységük megkezdéséhez. Az Intézet tevékenységi filozófiája, a SZTAKI dolgozói és korszerű infrastrukturális felszereltsége jelentős versenyelőnyt biztosít az egyes termékekre az alkalmazási területekre szakosodott ipari cégekkel szemben a rendszertervezés, szaktanácsadás területén egyaránt.

## Részlegek

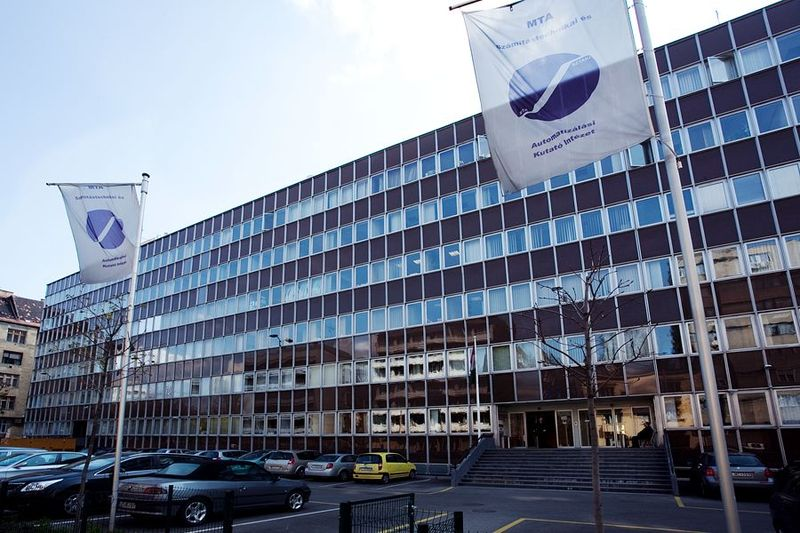
A Párhuzamos és Elosztott Rendszerek Kutatólaboratóriuma a budapesti Victor Hugo utca 18-22. szám alatt

- 3D Internet-alapú Kontroll és Kommunikációs Laboratórium
- eLearning Osztály
- Gépi Érzékelés Kutatólaboratórium
- Elosztott Rendszerek Osztály
- Geometriai Modellezés és Számítógépes Látás Kutatólaboratórium
- Hálózatbiztonsági Osztály
- Informatikai Kutatólaboratórium
- Mérnöki és Üzleti Intelligencia Kutatólaboratórium
- Párhuzamos és Elosztott Rendszerek Kutatólaboratórium
- Rendszer és Irányításelméleti Kutatólaboratórium
- Számítógéppel Integrált Gyártás Kutatólaboratórium

## Története

### Alapítás
A Számítástechnikai és Automatizálási Kutatóintézet két önálló szervezeti egységből, a Számítástechnikai Központ (SZK) és az Automatizálási Kutatóintézet (AKI) hazai úttörő kutatógárdájából fejlődött ki 1973-ban. Az egyesüléssel az intézet az automatizálás és a műszaki fejlesztés mellett a hazai alkalmazott matematikai és számítástechnikai kutatások akadémiai központja is lett. A SZTAKI első igazgatója a születésnél bábáskodó és ennek kétéves folyamatát koncentráltan irányító Vámos Tibor lett. Az ő szakmai és vezetői tudása, előre látása és tekintélye határozta meg az új intézet helyét, feladatait és koncepcióját. Ez olyan előretartó kutatásokat és témákat jelentett, amelyek megelőzik az ipar szükségleteit, lehetővé teszik, hogy a felismert gyakorlati igény idejére versenyképes termék, kiforrott alkalmazási gyakorlat álljon rendelkezésre - akár nemzetközi szinten.

### Átalakulás
Az intézet extenzív növekedése 1987-ig tartott, ekkor létszáma már túllépte a nyolcszáz főt. Vámos Tibort 1986-ban Keviczky László követte az igazgatói poszton. A korszak társadalmi-gazdasági változásai az intézet struktúrájában is változást kívántak, amelyeknek a SZTAKI Keviczky László vezetésével elébe ment. Az 1990-es átalakítás során létrejöttek az intézet azóta is működő, alapvető struktúráját meghatározó autonóm szervezeti egységei, az Autonóm Kutatóegység (AKE), Autonóm Fejlesztőegység (AFE) és Akadémiai Számítástechnikai Infrastruktúra (ASZI).
A döntések következményeként nemcsak a szó szerint „iparira” méretezett intézet létszáma, hanem szerkezete és profilja is módosult. A tudományos kutatást érintő változások miatt annak feltétel-rendszere egyértelműen javult. A versenyképesség növelése érdekében a kutatási támogatások odaítélése céljából belső pályázati rendszer került bevezetésre. Néhány kutatócsoport kredit alapú védettséget kapott. A kutatáshoz szükséges infrastruktúra jelentősen fejlődött, mintarendszerek, laboratóriumok jöttek létre. Az Intézet szakmai felügyeletét továbbra is az MTA két tudományos osztálya - a Matematikai és a Műszaki Tudományok - látta el, amelyeket azóta a Vámos Tibor akadémikus által vezetett külső szakértőkből álló Intézeti Tanács (INTA) képvisel. E testület tagjai jelenleg: Michelberger Pál, T. Sós Vera, Szász Domokos és Tuschák Róbert akadémikusok. Keviczky Lászlót az MTA közgyűlése 1993-ban főtitkárrá, majd 1999-ben az Akadémia alelnökévé választotta. 1993-tól a SZTAKI vezetését Inzelt Péter vette át. Ezen időszak folyamán minden, az országot és a tudományt sújtó nehézség ellenére tovább erősödött az intézet anyagi helyzete. Infrastruktúrája jelentősen fejlődött és színvonala olyan mértékben vált nemzetközivé, hogy azt minden, az Európai Unióhoz kötődő és amerikai kapcsolat fontos tényezőnek tekintette különböző csatlakozási és együttműködési vizsgálatban. Lényegesen emelkedett az intézet nemzetközi tudományos jelenléte, publikációinak száma és színvonala. Nagy eredmény volt az intézet korösszetételének javítása, ma a tudományos munkatársak közel fele harminc éven aluli. Az intézet közös tanszéket létesített az egyetemekkel, majdnem valamennyi tudományos munkatársa tanít is. Ez alatt az időszak alatt vette fel a SZTAKI-t elsőként a volt szovjet befolyási övezetből az ERCIM (European Research Consortium for Informatics and Mathematics).

## Kutatási területek
Alap- (felfedező) kutatási irányok
- Számítástudomány és -technika
- Rendszer és -irányításelmélet
- Gépi érzékelés és interakció
- Mérnöki és üzleti intelligencia

Alkalmazott kutatási irányok
- Járműipar és közlekedés
- Termelésinformatika és logisztika
- Energia és fenntartható fejlődés
- Biztonság és felügyelet
- Hálózatok, hálózati rendszerek és szolgáltatások, elosztott számítások

## Nemzetközi kapcsolatok
A Magyar Tudományos Akadémia Számítástechnikai és Automatizálási Kutatóintézete - elsőként a régióból - 14 éve tagja az ERCIM-nek (European Research Consortium for Informatics and Mathematics), s az Európai Uniótól a kitüntető "Centre of Excellence " címet kapta. Az Intézet a Word Wide Web Consortium (W3C) magyar irodájának ad otthont, de virtuális laboratóriumai összhangban állnak az európai kutatási térség kialakítását célzó törekvésekkel is. A Fraunhofer Society, a CIM Kutató Központ (Lugano), az Ipari Technologia-Transfer Központ (Seibersdorf), a Szófiai Műegyetem, az INSA Rennes Egyetem és Bécsi Műszaki Egyetem egyaránt a SZTAKI kutatási partnereit képezi. Az Intézet az egyik alapító tagja a Central European Grid Consortiumnak és a Magyar Info-Bionikai Kutatóközpontnak; ez utóbbi esetében 12 magyar kutatóhely a neurobiológia és az elektronika-számítástechnika interdiszciplináris kutatásában folytat együttműködést. Az EU VI. Keretprogramjában 37 támogatást nyert projektben volt résztvevő a SZTAKI, mely egyik kulcsszereplője a gyártás területén legjelentősebb kiválósági hálózatnak (Virtual Research Laboratory on Knowledge Community in Production) is. Az Intézet aktívan részt vesz az elektronikus kormányzattal összefüggő tervezési és fejlesztési tevékenységben, és kialakította a minősített szoftver eszközök bemutatására, használatuk oktatására és a távszolgáltatásra (ASP) szolgáló infrastruktúrát is. Az Intézet számos munkatársa eredményesen működik közre a különböző témakörökben legjelentősebb nemzetközi tudományos szervezet (CIRP, IEEE, IFAC, IFIP stb.) vezetésében, nemzetközi szakfolyóiratok szerkesztésében.

## Tudományos irány, kommunikáció és oktatás
A számítástechnikai területek legnagyobb kihívása, az üzleti és elméleti eredmények közti átjárhatóság megteremtése. A SZTAKI szorgalmazza a többoldalú kapcsolatokon alapuló, a partnerek és társadalom érdekeit egyaránt szolgáló együttműködést és tudományos kommunikációt. A tudomány társadalmi aspektusai azonban nemcsak a kutatás-fejlesztési irány meghatározásakor, de az Intézet munkatársainak publikációiban, tevékenységi és oktatási filozófiájában is meglátszanak. A SZTAKI egyaránt elősegíti a tudományos közélet tisztaságát, őrködik az alkotás, a tudomány értékeinek elismerése és a szellemi munka felett, miközben támogatja a fiatal kutatók közéleti integrálását is. Napjainkban csaknem 300-an dolgoznak az SZTAKI-ban, melynek fele tudományosan is minősített szakember, de jelentős a 35 éven aluli, fiatal kutatói réteg is. A hazai felsőoktatás módszertanának javítását és az oktatást az Intézet továbbra is a kutatói életpálya fontos aspektusának tekinti. A SZTAKI szakemberei rendszeres oktatási tevékenységet folytatnak az ország legnagyobb felsőoktatási intézményeiben, de megjelennek a világ számos élvonalbeli egyetemén is tanszékvezetőként, konzulensként vagy informatikai tanszékek alapítójaként. Virtuális intézetei, az alapkutatásokat végző laboratóriumok a közvéleményt és ipart naprakész és hiteles információkkal szolgálja. A SZTAKI 21. századi tudománypolitikája hatékonyság-központú: dolgozói szellemi tőkéjét gazdasági előnnyé alakítja, s minőségelvű szelekciót folytat az informatikai területek között.
Az Intézet tudomány-népszerűsítő tevékenysége jelentős, kommunikációja az egyetemes objektivitást és modern eszközöket szorgalmazza

## Szervezeti felépítés
| A külső tanácsadó testület            | |
| Elnök                                 | Csirik János, az MTA doktora |
| Hazai tagok                           | Stépán Gábor, akadémikus Pap László, akadémikus |
| Külföldi tagok                        | Prof. Hendrik van Brussel, Katholieke Universiteit Leuven Prof. Jürgen Beyerer, Fraunhofer IOSB Paul M. J. Van den Hof, Eindhoven University of Technology                                            |
| Az Intézet operatív vezetése          | |
| Igazgató                              | Monostori Lálszó, akadémikus |
| Tudományos Igazgató                   | Bokor József, akadémikus |
| Gazdasági Igazgatóhelyettes           | Kanizsainé Dörnyei Mariann |
| A belső tudományos tanácsadó testület | |
| Elnök                                 | Keviczky László, akadémikus |
| Tagok                                 | Bokor József, akadémikus Demetrovics János, akadémikus Hangos Katalin, az MTA doktora Kis Tamás, PhD Kovács László, PhD Monostori László, akadémikus Rónyai Lajos, akadémikus Vámos Tibor, akadémikus |

## Szolgáltatások
- W3C Magyar Iroda
- SZTAKI Szótár
- SZTAKI Webkereső
- KOPI Online Plágiumkereső Portál
- SZTAKI Szavazási Rendszer
- SZTAKI Desktop GRID Archiválva 2011. március 1-i dátummal a Wayback Machine-ben
- SZTAKI WS-PGRADE Portal
- radio.sztaki.hu
- NDA@SZTAKI
- EMIS MIRROR
- Sztakipédia wiki szerkesztő
- Könyvtár
- Guide@hand hangos idegenvezető alkalmazás Archiválva 2013. január 30-i dátummal a Wayback Machine-ben